# 赖学佳
赖学佳（1968年—），广西容县人，汉族，中华人民共和国政治人物、第十二届全国人民代表大会广西地区代表。
毕业于广西大学食品科学与工程。2013年，担任全国人大代表。